# Río Castro (afluente del Tera)
El río Castro es un río del noroeste de España, un afluente del río Tera que discurre por la provincia de Zamora. 

## Curso
El río Castro nace en el paraje de "El Suspiro", situado entre Padornelo y Requejo de Sanabria, ambos situados en el noroeste de la provincia de Zamora. En la primera mitad de su curso se conoce con el nombre de río Requejo, por pasar bordeando este pueblo. Recogen parte de los deshielos producidos en las cumbres de la Alta Sanabria.
Sus aguas toman dirección este, atravesando la comarca de Sanabria, para tras un corto recorrido tributar en el río Tera en la vega de la localidad de Puebla de Sanabria. Durante todo su trayecto, sus aguas discurren paralelas a la N-525 y la A-52.
Desde su nacimiento hasta su desembocadura, recorre los términos de las siguientes localidades: Requejo de Sanabria, Terroso, Pedralba de la Pradería, Santa Colomba de Sanabria, San Miguel de Lomba, Lobeznos y Puebla de Sanabria.
Aparece descrito en el sexto volumen del Diccionario geográfico-estadístico-histórico de España y sus posesiones de Ultramar de Pascual Madoz con las siguientes palabras:

CASTRO ó REQUEJO: r. en la prov. de Zamora, part. jud. de Puebla de Sanabria, térm. de Padornelo: nace de los muchos arroyos, regatos y torrentes que bajan dela sierra Segundera, Portilla de Padornelo y sierra Gamoneda; el brazo de agua mas considerable desciende de la indicada Segundera arrimada á la falda oriental de la Portilla de Padornelo, para cuyo paso hay un puente de piedra sillería de un solo ojo, llamado el puente de los Libros. Bajo el nombre de Requejo corre este r. como 1 1/2 leg., encajonado en un lecho lleno de piedras, hasta que en frente del pueblo de Requejo se despeja el terreno, saliendo á una vega espaciosa con el nombre de Castro; serpentea como una leg. sobre un terreno arenisco y pantanoso para ir á pasar por debajo del puente de las Zancas, la mitad de arcos de piedra silleria y la otra mitad de madera; otro puente de su mismo nombre le cruza, todo de piedra como unos 100 pasos antes de su confluencia con el Tera; esta se verifica despues de correr por tierras labrantias y prados, cerca de la puebla de Sanabria. En el espacio de su curso total que será de unas 3 1/2 lg. recibe una porcion de arroyos, y mueve las ruedas de 7 molinos que casi todo el año tienen suficiente agua para su uso; cria abundantes y ricas truchas.
(Madoz, 1847, pp. 214-215)